# Jan Grabowski (żużlowiec)
Jan Grabowski (ur. 27 maja 1950 w Myśliborzu, zm. 13 lutego 2017 w Gorzowie Wielkopolskim) – polski żużlowiec i trener sportu żużlowego.

## Życiorys
W latach 1970–1980 reprezentował jako żużlowiec barwy Falubazu (Zgrzeblarek) Zielona Góra. Dwukrotnie wraz z drużyną zdobył brązowe medale Drużynowych Mistrzostw Polski w 1973 i 1979.
Po zakończeniu czynnej kariery żużlowej rozpoczął pracę jako trener młodzieży w zielonogórskim klubie. W 1985 objął funkcję trenera pierwszoligowego Falubazu i w tym samym sezonie wywalczył ze swoją drużyną tytuł Drużynowych Mistrzów Polski na żużlu. Kolejny medal – srebrny – Falubaz prowadzony przez trenera J.Grabowskiego zdobył w 1989.
W ciągu swojej kariery trenerskiej prowadził również m.in. RKM Rybnik i Ostrovię Ostrów Wielkopolski (ponownie od listopada 2010).
Był pierwszym trenerem m.in. Piotra Protasiewicza – Indywidualnego Mistrza Świata juniorów na żużlu w 1996, Indywidualnego Mistrza Polski na żużlu w 1999 i zdobywcy Drużynowego Pucharu Świata na żużlu w 2005 i 2009.